# Liste von Nachttopfmuseen
Die Liste von Nachttopfmuseen nennt Museen weltweit, die sich Nachttöpfen – ihrer Geschichte und ihrer Gestaltung – widmen. Die Liste erhebt keinen Anspruch auf Vollständigkeit.

## Deutschland
| Bezeichnung                                                          | Bild | Standort                                                | Bundesland      | Errichtung Einweihung | Weitere Informationen |
| -------------------------------------------------------------------- | ---- | ------------------------------------------------------- | --------------- | --------------------- | --- |
| Nachttopfmuseum Wasbüttel                                            |      | Wasbüttel, Am Bertelskamp 10 (Landkreis Gifhorn) (Lage) | Niedersachsen   |                       | [ 1 ] [ 2 ] |
| Nachttopfmuseum Partenfeld                                           |      | Thurnau, Partenfeld 2 (Landkreis Kulmbach)              | Bayern          |                       | [ 3 ] |
| Nachttopfmuseum Laudert                                              |      | Laudert (Rhein-Hunsrück-Kreis)                          | Rheinland-Pfalz |                       | [ 4 ] [ 5 ] [ 6 ] |
| Nachttopfmuseum München im Zentrum für Außergewöhnliche Museen (ZAM) |      | München, Altstadt, Westenriederstr. 41 (Lage)           | Bayern          | seit 2009 geschlossen | Literatur: Manfred Klauda: Erstes Nachttopf-Museum der Welt. Verlag: Nachttopf-Museum, München o. J. (1983). Das Zentrum für Außergewöhnliche Museen vereinte sieben ungewöhnliche Museen unter einem Dach. |

## Weitere
| Bezeichnung                                       | Bild           | Standort                                          | Staat      | Errichtung Einweihung | Weitere Informationen |
| ------------------------------------------------- | -------------- | ------------------------------------------------- | ---------- | --------------------- | --------------------- |
| Nachttopfmuseum in Prag (Muzeum nočníků a toalet) | weitere Bilder | Prag, Vyšehradská (Lage)                          | Tschechien | 2012                  |                       |
| Abteilung Nachttöpfe im Concord Museum            | weitere Bilder | Concord (Middlesex County (Massachusetts)) (Lage) | USA        |                       |                       |